# Анджела Лансбъри
Дейм Анджела Бриджид Лансбъри, DBE (на английски: Dame Angela Brigid Lansbury) е британска актриса. Известна е с ролята си на Джесика Флечър в сериала „Убийство по сценарий“ (1984 – 1996). Кариерата ѝ продължава повече от седем десетилетия, по-голямата част от която в САЩ. Нейната игра привлича вниманието на международната общност.
Удостоена е с дама командор на Британската империя от 2014 г. заради приноса ѝ към драматургията, благотворителността и филантропията.

## Биография
Родена е на 16 октомври 1925 г. в Лондон, в семейство от висшата средна класа. Нейната майка, актрисата Мойна Макгил (родена Шарлот Лилиан Макилдоуи), е родена в Белфаст, която редовно се появява на сцената в Уест Енд и която също участва в няколко филма. Баща ѝ, Едгар Лансбъри, е богат английски търговец на дървен материал и политик, член е на Комунистическата партия на Великобритания и бивш кмет на столичен квартал. Неин дядо по бащина линия е лидерът на Лейбъристката партия и антивоенен активист Джордж Лансбъри. Анджела има по-голяма полусестра, Изолда, дъщеря от предишния брак на Мойна с писателя и режисьор Реджиналд Денъм. През януари 1930 г., когато Анджела е на четири години, майка ѝ ражда момчета близнаци, Брус и Едгар, което кара семейство Лансбъри да се премести в къща в Мил Хил, Северна Лондон.
Когато Анджела е на девет години, баща ѝ умира от рак на стомаха. Изправена пред финансови затруднения, майка ѝ се сгодява за шотландския полковник Леки Форбс и се премества в къщата му в Хампстед, а Лансбъри получава образование в гимназията Саут Хампстед от 1934 до 1939 г. Въпреки това тя се смята до голяма степен за самообразована, учейки се от книги, театър и кино. Анджела се превръща във филмов маниак, посещавайки редовно кино прожекции и представяйки себе си в определени персонажи. Харесва свиренето на пиано, изучава за кратко музика в Училището по танци „Ритман“.
През 1940 г. започва да учи актьорско майсторство в Училището за пеене и драматично изкуство „Уебър Дъглас“ в Кенсингтън, Западен Лондон, като за първи път се появява на сцената като чакаща дама в училищната продукция на Мари Шотландска на Максуел Андерсън.
Същата година умира дядото на Анджела и те се преместват да живеят в САЩ, само Изолда остава във Великобритания с новия си съпруг, актьора Питър Устинов. Лансбъри печели стипендия от Американското театрално крило, което ѝ позволява да учи в Школата за драма и радио „Фейгин“ (Feagin School of Drama and Radio). Тя завършва през март 1942 г., по това време семейството ѝ се премества в апартамент на Мортън стрийт в Гринуич Вилидж.

### Кариера
През 1942 г. в Холивуд тя подписва договор с Метро-Голдуин-Майер и получава първите си филмови роли в „Светлина от газената лампа“ (1944) и „Портретът на Дориан Грей“ (1945), печели две номинации за Оскар и награда Златен глобус. Участва в още единадесет филма за Метро-Голдуин-Майер, най-вече в поддържащи роли.
След приключване на договора ѝ през 1952 г. започва да допълва филмовата си кариера с театрални изяви. Въпреки че през този период до голяма степен е възприемана като поддържаща актриса, участвайки във филми като „Кралският шут“ (1956) и „Сини Хаваи“ (1961).
Ролята ѝ във филма „Манджурският кандидат“ (1962) получава широко признание, цитира се като едно от най-добрите ѝ изпълнения и получава номинация за наградата Оскар за най-добра поддържаща актриса. Преминава в музикален театър и най-накрая придобива известност, като играе водеща роля в мюзикъла „Мейм“ на Бродуей (1966), който ѝ носи редица награди.
През 1971 г. играе ролята на г-ца Прайс във филмовия мюзикъл „Копчета и метли“. За работата си получава номинация за Златен глобус.
През 90-те години озвучава г-жа Потс и императрица Мария съответно в анимационните филми „Красавицата и звярът“ и „Принцеса Анастасия“.
През 2018 г. изпълнява ролята на дамата с балоните във филма на Дисни „Мери Попинз се завръща“ и озвучава кмета в „Гринч“.

### Смърт
Анджела Лансбъри почива в съня си в дома си в Лос Анджелис на 11 октомври 2022 г. на 96 години. 

### Кино
| Година | Филм                                    | Оригинално заглавие          | Роля                 | Режисьор       |
| ------ | --------------------------------------- | ---------------------------- | -------------------- | -------------- |
| 1944   | Светлина от газената лампа              | Gaslight                     | Нанси Оливър         | Джордж Кюкор   |
| 1961   | Сини Хаваи                              | Blue Hawaii                  | Сара Лий Гейтс       | Норман Таурог  |
| 1965   | Най-великата история, разказвана някога | The Greatest Story Ever Told | Клаудия              | Джордж Стивънс |
| 1978   | Смърт край Нил                          | Death on the Nile            | Саломе Отърборн      | Джон Гилермин  |
| 1982   | Последният еднорог                      | The Last Unicorn             | Мама Фортуна         | Джулс Бас      |
| 1991   | Красавицата и Звяра                     | Beauty and the Beast         | Госпожа Потс         | Гари Трусдейл  |
| 1997   | Принцеса Анастасия                      | Princess Anastasia           | Мария Фьодоровна     | Дон Блът       |
| 1997   | Фантазия 2000                           | Fantasia 2000                | Себе си              | Дон Хан        |
| 2001   | Вълшебната Коледа на Мики               | Mickey's Magical Christmas   | Госпожа Потс         | Тони Крейг     |
| 2005   | Бавачката Макфий                        | Nanny McPhee                 | Леля Аделайд         | Кърк Джоунс    |
| 2011   | Пингвините на Мистър Попър              | Mr. Popper's Penguins        | Г-жа Селма Ван Гънди | Марк Уотърс    |
| 2013   | Джъстин и рицарите на честта            | Justin y la espada del valor | Вещицата             | Мануел Сицилия |
| 2018   | Гринч                                   | The Grinch                   | Кмет Макгеркъл       | Скот Мосиер    |
| 2018   | Мери Попинз се завръща                  | Mary Poppins Returns         | жената с балоните    | Роб Маршъл     |